# Sinagoga di Trino
La sinagoga di Trino, oggi dismessa, si trova a Trino in corso Italia 47, nell'edificio del vecchio ghetto ebraico. 

## La storia
Come tipico delle sinagoghe di ghetto, il luogo di culto non è in alcun modo riconoscibile dall'esterno, nascosto all'interno del grande caseggiato.  Dopo l'emancipazione del 1848, il declino demografico della comunità portò nel Novecento alla chiusura della sinagoga, che fu infine smantellata nel 1965. La sala fu venduta e usata come circolo ricreativo per ragazzi. Gli arredi lignei settecenteschi, opera dello scultore Benedetto Alfieri, furono trasportati in Israele a Ramat Gan e quindi all'Eretz Museum di Tel Aviv, dove l'intera sinagoga di Trino è stata restaurata nel 2006 e fedelmente ricostruita in una sala.  